# كوكلام
كوكلام هي بلدة في مقاطعة جلاقدوق في ولاية أنديجان في أوزبكستان.